# Bialskie Pole
Bialskie Pole (deutsch Adlig Neufelde) ist ein kleines Dorf in der polnischen Woiwodschaft Ermland-Masuren, das zur Landgemeinde Kowale Oleckie (Kowahlen, 1938–1945 Reimannswalde) im Powiat Olecki (Kreis Oletzko/Treuburg) gehört.

## Geographische Lage
Bialskie Pole liegt im Nordosten der Woiwodschaft Ermland-Masuren, elf Kilometer nördlich der Kreisstadt Olecko (Marggrabowa/Treuburg).

## Geschichte
Das einstige Adlig Neufelde wurde im Jahre 1896 gegründet und bestand aus einem großen Hof, umgeben von mehreren kleineren Gehöften. Seit seiner  Gründung war der Ort ein Wohnplatz in der Gemeinde Judzicken (1929–1945 Wiesenhöhe, polnisch Judziki) im Kreis Oletzko – 1933 bis 1945 Landkreis Treuburg – im Regierungsbezirk Gumbinnen der preußischen Provinz Ostpreußen.
In Kriegsfolge kam Adlig Neufelde 1945 mit dem gesamten südlichen Ostpreußen zu Polen und erhielt die polnische Bezeichnung Bialskie Pole. Heute ist es eine Ortschaft im Verbund der Landgemeinde Kowale Oleckie im Powiat Olecki, bis 1998 der Woiwodschaft Suwałki, seither der Woiwodschaft Ermland-Masuren zugehörig.

## Religionen
Eine große Mehrheit der Bevölkerung Adlig Neufeldes war vor 1945 evangelischer Konfession und in den Pfarrsprengel der Kirche Mierunsken der verbundenen Pfarrei Mierunsken/Eichhorn eingegliedert. Sie gehörte zum Kirchenkreis Oletzko/Treuburg in der Kirchenprovinz Ostpreußen der Evangelischen Kirche der Altpreußischen Union. Die in Bialskie Pole heute lebenden evangelischen Kirchenglieder sind jetzt der Pfarrei Suwałki mit der Filialkirche in Gołdap in der Diözese Masuren der Evangelisch-Augsburgischen Kirche in Polen zugeordnet.
Die katholischen Kirchenglieder waren vor 1945 nach Marggrabowa/Treuburg im Bistum Ermland orientiert. Heute gehören sie zur neu errichteten Pfarrei in Judziki (Judzicken, 1929–1945 Wiesenhöhe), die zu einem der beiden Dekanate in Olecko im Bistum Ełk (Lyck) der Katholischen Kirche in Polen gehört.

## Verkehr
Bialksie Pole liegt an einer Nebenstraße, die die polnische Landesstraße DK 65 (einstige deutsche Reichsstraße 132) bei Sedranki (Seedranken) mit der Woiwodschaftsstraße DW 652 (Reichsstraße 137) bei Mieruniszki (Mierunsken, 1938–1945 Merunen) verbindet. Eine Bahnanbindung besteht nicht mehr. Bis 1945 war der Nachbarort Lehnarten (polnisch Lenarty) die nächste Bahnstation an der Bahnstrecke Treuburg–Garbassen der Treuburger Kleinbahnen.